# Glyptorhaestus tomostethi
Glyptorhaestus tomostethi är en stekelart som först beskrevs av Joseph Augustine Cushman 1935.  Glyptorhaestus tomostethi ingår i släktet Glyptorhaestus och familjen brokparasitsteklar. Inga underarter finns listade i Catalogue of Life.